# لا کاپیلا
لا کاپیلا (انگلیسی: La Capilla) یک منطقهٔ مسکونی در کلمبیا است.